# Rosina Randafiarison
Rosina Randafiarison (29 de diciembre de 1999) es una deportista malgache que compite en halterofilia. Ganó una medalla de plata en el Campeonato Mundial de Halterofilia de 2023, en la categoría de 45 kg.

## Palmarés internacional
| Campeonato Mundial | Campeonato Mundial    | Campeonato Mundial | Campeonato Mundial |
| Año                | Lugar                 | Medalla            | Categoría          |
| ------------------ | --------------------- | ------------------ | ------------------ |
| 2023               | Riad (Arabia Saudita) | Medalla de plata   | 45 kg              |